# Kustaa Pihlajamäki

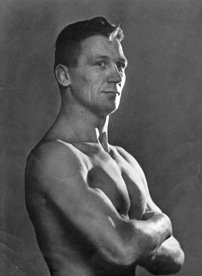
Kustaa Pihlajamäki

Kustaa Pihlajamäki (* 7. April 1902 in Nurmo; † 10. Februar 1944 in Helsinki) war ein finnischer Ringer und Olympiasieger.

## Werdegang
Er stammte aus einer ringerbegeisterten Familie und hatte noch zwei Brüder sowie einen Cousin, die ebenfalls erfolgreiche Ringer waren. Der Cousin, Hermanni, wurde wie Kustaa Olympiasieger, was dazu führte, dass es oft zu Verwechslungen kam.
Kustaa wurde Polizist und startete ab 1933 für den Polizei-Sportverein Helsinki. Zuvor war er für die Vereine Nurmon Koitto und Helsingin Kisa-Veikot auf die Matte gegangen. Er rang beide Stile, erzielte aber seine Olympiasiege im freien Stil. Von 1924 bis 1939 gehörte er zur Weltspitze. Er gilt als einer der erfolgreichsten Ringer der Welt; er galt als schnell, wendig, von unbändigem Siegeswillen und als fairer Sportsmann. Für seine Verdienste um den Ringersport wurde er im September 2005 in die FILA International Wrestling Hall of Fame aufgenommen.

## Internationale Erfolge
| Jahr | Platz  | Wettbewerb                  | Stil | Gewichtsklasse | Ergebnisse |
| 1924 | Gold   | OS in Paris                 | F    | Bantam         | mit Siegen über Darby, Großbritannien, Bryan Hines, USA und Kaarlo Mäkinen, Finnland                                                                                         |
| 1928 | Silber | OS in Amsterdam             | F    | Feder          | mit Siegen über René Rottenfluc, Frankreich, Hans Minder, Schweiz und einer Niederlage gegen Allie Morrison, USA                                                             |
| 1929 | 4.     | EM in Dortmund              | GR   | Feder          | mit Siegen gegen József Tasnádi, Ungarn, Antons, Lettland und einer Niederlage gegen Ernst Steinig, Deutschland                                                              |
| 1930 | 1.     | EM in Stockholm             | GR   | Feder          | mit Siegen über Christiansen, Dänemark, Svend Martinsen, Norwegen und Ödön Zombori, Ungarn                                                                                   |
| 1931 | 1.     | EM in Prag                  | GR   | Feder          | mit Siegen über Chiari, Italien, Sebastian Hering, Deutschland, Ödön Zombori und Jindřich Maudr, Tschechoslowakei                                                            |
| 1931 | 2.     | EM in Budapest              | F    | Leicht         | mit Siegen über Mollin, Belgien, Károly Kárpáti, Ungarn und einer Niederlage gegen Hans Minder                                                                               |
| 1931 | 2.     | Intern. Turnier in Helsinki | GR   | Feder          | hinter Lauri Koskela, Finnland |
| 1932 | 4.     | OS in Los Angeles           | F    | Leicht         | mit Siegen über Gustav Klaren, Schweden und Howard Thomas, Kanada und einer Niederlage gegen Melvin Clodtfelder, USA                                                         |
| 1933 | 1.     | EM in Helsinki              | GR   | Feder          | mit Siegen über Miller, Estland, Ferenc Károly, Ungarn, Svend Martinsen und Wolfgang Ehrl, Deutschland                                                                       |
| 1934 | 1.     | EM in Rom                   | GR   | Feder          | mit Siegen über Fincsus, Österreich, Göte Persson, Schweden, Dworog, Polen, Giovanni Gozzi, Italien und Ferenc Tóth, Ungarn                                                  |
| 1934 | 1.     | EM in Stockholm             | F    | Feder          | mit Siegen über Hilding Hansson, Schweden, Ferenc Toth, Ungarn und Hans Wittwer, Deutschland                                                                                 |
| 1935 | 1.     | EM in Brüssel               | F    | Feder          | mit Siegen über Gösta Frändfors, Schweden, Georges Bayle, Frankreich, Norman Morrell, Großbritannien, Adalberto Taucer, Utalien und Ferenc Toth                              |
| 1936 | Gold   | OS in Berlin                | F    | Feder          | mit Siegen über Spycher, Schweiz, Riské, Belgien, Yaşar Erkan, Türkei, Ferenc Tóth und Francis Millard, USA                                                                  |
| 1937 | 1.     | EM in Paris                 | GR   | Feder          | mit Siegen über Robert Voigt, Dänemark, Mario Liverini, Italien, Heinrich Schwarzkopf, Deutschland, Fecske, Ungarn und trotz einer Niederlage gegen Einar Karlsson, Schweden |
| 1937 | 2.     | EM in München               | F    | Feder          | mit Siegen über Heinrich Schwarzkopf, Marco Gavelli, Italien, Cesar Gaudard, Schweiz und einer Niederlage gegen Ferenc Tóth                                                  |
| 1938 | 1.     | EM in Tallinn               | GR   | Feder          | mit Siegen über Voigt, Krisjanis Kundziņš, Lettland, Eduard Sperling, Deutschland und Egon Svensson, Schweden                                                                |
| 1939 | 1.     | EM in Oslo                  | GR   | Feder          | mit Siegen über Kundziņš, Denis Perret, Schweiz, Ferdinand Schmitz, Deutschland, Ferenc Tóth und Egon Svensson                                                               |

## Nationale Erfolge
Kustaa Pihlajamäki errang 28 finnische Meisterschaften in beiden Stilarten.
- 1924, 1. Platz, FS, bis 61 kg, vor Eetu Huupponen und P. Sohlo
- 1925, 1. Platz, FS, bis 61 kg, vor Jussi Alaranta und Aatos Ranta
- 1925, 1. Platz, GR, bis 62 kg, vor Eetu Hupponen und Hermanni Pihlajamäki
- 1926, 1. Platz, FS, bis 66 kg, vor Jaska Pikka und E. Silvennoinen
- 1927, 1. Platz, FS, bis 61 kg, vor Jussi Alaranta und T. Laitinen
- 1927, 1. Platz, GR, bis 62 kg, vor Erkki Pasanen und Atso Ryhänen
- 1928, 1. Platz, FS, bis 61 kg, vor Eetu Huupponen und Jussi Alaranta
- 1929, 1. Platz, GR, bis 62 kg, vor Juho Savolainen und V. Krekula
- 1930, 1. Platz, FS, bis 61 kg, vor Väinö Ylikoski und H. Pekurinen
- 1930, 1. Platz, GR, bis 61 kg, vor Juho Savolainen und Toivo Hyyppä
- 1931, 1. Platz, FS, bis 61 kg, vor Urho Pappinen und S. Tamminen
- 1931, 1. Platz, GR, bis 61 kg, vor V. Uksila und A. Räsänen
- 1932, 1. Platz, FS, bis 66 kg, vor Aatos Ranta und Väinö Viemerö
- 1933, 1. Platz, FS, bis 61 kg, vor Niilo Tikkanen und A. Ehrwall
- 1933, 2. Platz, GR, bis 61 kg, hinter Lauri Koskela und vor Niilo Tikkanen
- 1934, 1. Platz, FS, bis 61 kg, vor A. Tukiainen und L. Mäkinen
- 1934, 1. Platz, GR, bis 61 kg, vor Yrjö Vähämki und Ilmari Koivunen
- 1935, 1. Platz, FS, bis 61 kg, vor Aarne Lanne und J. Vickström
- 1936, 1. Platz, FS, bis 61 kg, vor Aarne Lanne und K. Arponen
- 1936, 1. Platz, GR, bis 61 kg, vor Aarne Lanne und Eino Krankkala
- 1937, 1. Platz, FS, bis 61 kg, vor Leevi Saarikoski und A. Tikkanen
- 1937, 1. Platz, GR, bis 61 kg, vor Esko Hjelt und Ilmari Koivunen
- 1938, 1. Platz, FS, bis 61 kg, vor Leevi Saarikoski und Vilho Ilkka
- 1939, 1. Platz, FS, bis 61 kg, vor Arvo Katajisto und Allan Schaaf
- 1940, 2. Platz, FS, bis 61 kg, hinter Arvo Katajisto und vor Allan Schaaf
- 1940, 1. Platz, GR, bis 61 kg, vor Yrjö Salonen und Sulo Väisänen
- 1941, 1. Platz, GR, bis 61 kg, vor Arvo Leinonen und Aarne Lanne
- 1942, 1. Platz, GR, bis 61 kg, vor Arvo Leinonen und Sulo Hostila
- 1943, 1. Platz, FS, bis 61 kg, vor Paavo Hietala und Eino Pentti
- 1943, 1. Platz, GR, bis 61 kg, vor Taisto Lempinen und Martti Laine

Erläuterungen
- OS = Olympische Spiele, EM = Europameisterschaft
- F = freier Stil, GR = griechisch-römischer Stil
- Gewichtsklassen: Bantamgewicht bis 56 kg, Federgewicht bis 61 kg und Leichtgewicht bis 66 kg Körpergewicht